# بیغیر (اسماعیل‌لی)
بیغیر (به لاتین: Bığır) یک منطقه مسکونی در جمهوری آذربایجان است که در شهرستان اسماعیل‌لی واقع شده است.